# Aenictogiton fossiceps
Aenictogiton fossiceps är en myrart som beskrevs av Carlo Emery 1901. Aenictogiton fossiceps ingår i släktet Aenictogiton och familjen myror. Inga underarter finns listade i Catalogue of Life.